# Landifay-et-Bertaignemont
Landifay-et-Bertaignemont – miejscowość i gmina we Francji, w regionie Hauts-de-France, w departamencie Aisne.
Według danych na styczeń 2014 roku gminę zamieszkiwało 298 osób, a gęstość zaludnienia wynosiła 15,2 osób/km².